# Élections législatives mongoles de 2012
Les élections législatives mongoles de 2012 se sont déroulées le 28 juin 2012 afin d'élire les 76 membres du Grand Khoural d'État.

## Système électoral
Une nouvelle loi électorale a été introduite avant ce scrutin législatif. Cette nouvelle loi a créé le statut d'observateur des élections intérieures, nommé par les organisations de la société civile. Selon cette nouvelle loi, une partie du Parlement est élue au scrutin par circonscriptions (48 députés) et l'autre partie est élue à la proportionnelle au niveau national (listes, 28 députés). Aussi, un amendement de 2011 mettait en place un quota minimum de 20 % de femmes candidates par circonscription et par parti.

## Partis participant au scrutin
Quatre principaux partis ont pris part à cette élection: le Parti du peuple mongol, au pouvoir, et le Parti démocrate, qui ont présenté leurs candidats le 24 mai 2012, le Parti vert - Volonté civile, et enfin la Coalition de la justice composée notamment du nouveau Parti populaire révolutionnaire mongol, créé en 2010.

## Campagne
La campagne électorale a été dominée par les problèmes de corruption et d'attribution des concessions minières aux compagnies étrangères. Tous les partis ont fait campagne contre la corruption. Le Parti populaire révolutionnaire mongol a également défendu la mise en place d'un nationalisme dans le domaine des ressources. Le Parti démocrate a fait campagne en indiquant être le mieux placé pour aider les pauvres et les chômeurs, accusant le Parti populaire d'être lié aux élites et aux groupes miniers étrangers.

## Sondages
Les analystes et la Fondation Sant Maral ont indiqué que le Parti démocrate pourrait avoir une courte avance sur le Parti populaire, mais qu'aucun des deux n'auraient la majorité absolue.

## Vote
Le vote a eu lieu de 7 h à 20 h à l'aide de machines de vote électronique mises en place par une compagnie canadienne. Un total de 1 833 000 personnes étaient appelées à voter pour élire leurs députés parmi les 544 candidats (dont 174 candidates).

## Résultats
Le Parti démocrate arrive en tête, en voix comme en sièges, avec une faible avance sur le Parti du peuple mongol (31 sièges contre 25). Aucun des deux partis n'obtient la majorité absolue (fixée à 39 sièges) et la formation d'une coalition gouvernementale sera nécessaire.
| Partis                 | Partis                      | Circonscription | Circonscription | Listes | Listes | Total des sièges | +/– | Détail des votes | Détail des votes | Détail des votes |
| Partis                 | Partis                      | Sièges          | +/−             | Sièges | +/−    | Total des sièges | +/– | Votes            | %                | +/−              |
| ---------------------- | --------------------------- | --------------- | --------------- | ------ | ------ | ---------------- | --- | ---------------- | ---------------- | ---------------- |
|                        | Parti démocrate             | 21              | -6              | 10     | +10    | 31               | +4  | 399 194          | 35,32            | -5,11            |
|                        | Parti du peuple mongol      | 19              | -26             | 9      | +9     | 25               | -20 | 353 839          | 31,31            | -21,26           |
|                        | Coalition de la justice     | 4               | +4              | 7      | +7     | 11               | +11 | 252 077          | 22,31            | +22,31           |
|                        | Volonté civile - Parti vert | 0               | -2              | 2      | +2     | 2                | ±0  | 62 310           | 5,51             | +2,12            |
|                        | Indépendants                | 3               | +2              | –      | –      | 3                | +2  | –                | –                | –                |
|                        | Sièges vacants              | 4               | –               | 1      | –      | 5                | –   | –                | –                | –                |
| Totaux                 | Totaux                      | 48              | ±0              | 28     | ±0     | 76               | ±0  | 1 198 086        | 100              | ±0.0             |
| Inscrits/Participation | Inscrits/Participation      | –               | –               | –      | –      | –                | –   | 1 833 478        | 65,24            | –                |

## Formation du gouvernement
En absence d'une majorité nette, un gouvernement de coalition a dû être formé. Après de longues tractations, une alliance a été conclue entre le Parti démocrate et la Coalition de la Justice permettant au chef du Parti démocrate, Norovyn Altankhuyag, de devenir premier ministre le 10 août 2012.

## Réactions
Le 9 juillet 2012, Hillary Clinton salue la tenue du scrutin et fait l'éloge de la démocratie en Mongolie malgré les difficultés pour la formation d'un gouvernement.